# Manitoba Highway 16
Der Highway 16 in der kanadischen Prärieprovinz Manitoba ist der östliche Abschnitt des Yellowhead Highways, dem Nordarm des Trans-Canada Highways in den vier westlichen Provinzen. Weiterhin ist der Highway, als sogenannte Core Route, Bestandteil des kanadischen National Highway System. Er ist die Fortführung des Saskatchewan Highway 16 und hat eine Länge von 266 km.

## Streckenverlauf
Der Highway beginnt an der Grenze zur westlichen Nachbarprovinz Saskatchewan, er führt in östlicher Richtung. Kurz nach der Provinzgrenze wird der Assiniboine River überquert. In Russell schwenkt der Highway für ca. 20 km in südliche Richtung, danach folgt er wieder nach Südosten. Über weite Strecken folgt die Route der Canadian Pacific Railway, die parallel zur Straße verläuft, auf dem Abschnitt 20 km östlich von Foxwarren verlaufen jedoch beide Strecken auf unterschiedlichen Verläufen, die Eisenbahntrasse verläuft weiter südlich. Danach folgt der Highway der Eisenbahntrasse bis Minnedosa. Der Highway überquert den Little Saskatchewan River und umläuft die Kleinstadt im Südwesten. Die nächsten 65 km verläuft der Highway nach Osten, um dann bis Macdonald wieder Richtung Südosten zu verlaufen. Der letzte Abschnitt des Highways geht in südliche Richtung und trifft dort auf den Highway 1, den südlichen Arm des Trans-Canada Highways und endet dort. Dieser Knoten wurde bis 2012 für ca. 96,5 Mio. CAN$ ausgebaut.